# Zeuxine
Zeuxine é um género botânico pertencente à família das orquídeas (Orchidaceae).

## Espécies
1. Zeuxine affinis (Lindl.) Benth. ex Hook.f., Fl. Brit. India 6: 108 (1890).
2. Zeuxine africana Rchb.f., Flora 50: 103 (1867).
3. Zeuxine agyokuana Fukuy., Bot. Mag. (Tokyo) 48: 433 (1934).
4. Zeuxine amboinensis (J.J.Sm.) J.J.Sm., Icon. Bogor. 2: 259 (1904).
5. Zeuxine andamanica King & Pantl., J. Asiat. Soc. Bengal, Pt. 2, Nat. Hist. 66: 599 (1897).
6. Zeuxine assamica I.Barua & K.Barua, J. Econ. Taxon. Bot. 21: 491 (1997).
7. Zeuxine ballii P.J.Cribb, Kew Bull. 32: 150 (1977).
8. Zeuxine bidupensis Aver., Rheedea 16: 12 (2006).
9. Zeuxine bifalcifera J.J.Sm., Bull. Jard. Bot. Buitenzorg, III, 10: 97 (1928).
10. Zeuxine blatteri C.E.C.Fisch., Bull. Misc. Inform. Kew 1928: 76 (1928).
11. Zeuxine bougainvilleana Ormerod, Lindleyana 17: 232 (2002).
12. Zeuxine clandestina Blume, Coll. Orchid.: 70 (1858).
13. Zeuxine cordata (Lindl.) Ormerod, Lindleyana 17: 236 (2002).
14. Zeuxine curvata Schltr., Bot. Jahrb. Syst. 58: 58 (1922).
15. Zeuxine debrajiana Sud.Chowdhury, Indian Forester 122: 87 (1996).
16. Zeuxine dhanikariana Maina, Lalitha & Sreek., J. Econ. Taxon. Bot. 25: 21 (2001).
17. Zeuxine diversifolia Ormerod, Lindleyana 17: 237 (2002).
18. Zeuxine elatior Schltr., Repert. Spec. Nov. Regni Veg. Beih. 1: 79 (1911).
19. Zeuxine elmeri (Ames) Ames, Bot. Mus. Leafl. 5: 100 (1938).
20. Zeuxine elongata Rolfe, Bol. Soc. Brot. 9: 142 (1891).
21. Zeuxine erimae Schltr. in K.M.Schumann & C.A.G.Lauterbach, Fl. Schutzgeb. Südsee, Nachtr.: 90 (1905).
22. Zeuxine exilis Ridl., J. Straits Branch Roy. Asiat. Soc. 45: 236 (1906).
23. Zeuxine flava (Wall. ex Lindl.) Trimen, Syst. Cat. Fl. Pl. Ceylon: 90 (1885).
24. Zeuxine fritzii Schltr., Bot. Jahrb. Syst. 52: 7 (1915).
25. Zeuxine gengmanensis (K.Y.Lang) Ormerod, Lindleyana 17: 238 (2002).
26. Zeuxine gilgiana Kraenzl. & Schltr., Bot. Jahrb. Syst. 38: 150 (1906).
27. Zeuxine glandulosa King & Pantl., Ann. Roy. Bot. Gard. (Calcutta) 8: 289 (1898).
28. Zeuxine godefroyi Rchb.f., Otia Bot. Hamburg.: 34 (1878).
29. Zeuxine goodyeroides Lindl., Gen. Sp. Orchid. Pl.: 486 (1840).
30. Zeuxine gracilis (Breda) Blume, Coll. Orchid.: 69 (1858).
31. Zeuxine grandis Seidenf., Dansk Bot. Ark. 32: 90 (1978).
32. Zeuxine hahensis J.J.Sm., Bull. Jard. Bot. Buitenzorg, III, 9: 139 (1927).
33. Zeuxine integrilabella C.S.Leou, Quart. J. Exp. Forest. Nation. Taiwan Univ. 8(4): 2 (1994).
34. Zeuxine kantokeiensis Tatew. & Masam., Bot. Mag. (Tokyo) 46: 772 (1932).
35. Zeuxine kutaiensis J.J.Sm., Bull. Jard. Bot. Buitenzorg, III, 11: 89 (1931).
36. Zeuxine lancifolia (Ames) Ormerod, Austral. Orchid Rev. 63: 11 (1998).
37. Zeuxine leucoptera Schltr., Repert. Spec. Nov. Regni Veg. Beih. 1: 78 (1911).
38. Zeuxine leytensis (Ames) Ames, Bot. Mus. Leafl. 5: 100 (1938).
39. Zeuxine lindleyana T.Cooke, Arunachal Forest News 6: 34 (1988).
40. Zeuxine longilabris (Lindl.) Trimen, Syst. Cat. Fl. Pl. Ceylon: 90 (1885).
41. Zeuxine lunulata P.J.Cribb & J.Bowden, Kew Bull. 34: 327 (1979).
42. Zeuxine macrorhyncha Schltr., Repert. Spec. Nov. Regni Veg. 17: 369 (1921).
43. Zeuxine madagascariensis Schltr., Ann. Inst. Bot.-Géol. Colon. Marseille, III, 1: 162 (1913).
44. Zeuxine marivelensis (Ames) Ames, Bot. Mus. Leafl. 5: 100 (1938).
45. Zeuxine membranacea Lindl., Gen. Sp. Orchid. Pl.: 486 (1840).
46. Zeuxine mindanaensis (Ames) Ormerod, Taiwania 49: 179 (2004).
47. Zeuxine montana Schltr. in K.M.Schumann & C.A.G.Lauterbach, Fl. Schutzgeb. Südsee, Nachtr.: 91 (1905).
48. Zeuxine nervosa (Wall. ex Lindl.) Benth. ex Trimen, J. Ceylon Branch Roy. Asiat. Soc. 9: 90 (1885).
49. Zeuxine niijimai Tatew. & Masam., Bot. Mag. (Tokyo) 46: 772 (1932).
50. Zeuxine oblonga R.S.Rogers & C.T.White, Proc. Roy. Soc. Queensland 32: 121 (1920).
51. Zeuxine odorata Fukuy., Bot. Mag. (Tokyo) 50: 20 (1936).
52. Zeuxine ovata (Gaudich.) Garay & W.Kittr., Bot. Mus. Leafl. 30: 193 (1985 publ. 1986).
53. Zeuxine palawensis Tuyama, Bot. Mag. (Tokyo) 53: 58 (1939).
54. Zeuxine palustris Ridl., J. Straits Branch Roy. Asiat. Soc. 57: 100 (1910).
55. Zeuxine pantlingii Av.Bhattacharjee & H.J.Chowdhery, Sida 22: 935 (2006).
56. Zeuxine papillosa Carr, Gard. Bull. Straits Settlem. 8: 189 (1935).
57. Zeuxine parvifolia (Ridl.) Seidenf., Dansk Bot. Ark. 32: 82 (1978).
58. Zeuxine petakensis J.J.Sm., Bull. Jard. Bot. Buitenzorg, III, 11: 87 (1931).
59. Zeuxine philippinensis (Ames) Ames, Schedul. Orchid., Corrig.: xxxvii (1938).
60. Zeuxine plantaginea (Rchb.f.) Benth. & Hook.f. ex Drake, Ill. Fl. Ins. Pacif.: 312 (1892).
61. Zeuxine pulchra King & Pantl., J. Asiat. Soc. Bengal, Pt. 2, Nat. Hist. 65: 127 (1896).
62. Zeuxine purpurascens Blume, Coll. Orchid.: 71 (1858).
63. Zeuxine reflexa King & Pantl., Ann. Roy. Bot. Gard. (Calcutta) 8: 291 (1898).
64. Zeuxine regia (Lindl.) Trimen, Syst. Cat. Fl. Pl. Ceylon: 90 (1885).
65. Zeuxine reginasilvae Ormerod, Taiwania 50: 7 (2005).
66. Zeuxine rolfiana King & Pantl., J. Asiat. Soc. Bengal, Pt. 2, Nat. Hist. 66: 699 (1897).
67. Zeuxine rupestris Ridl., J. Asiat. Soc. Bengal, Pt. 2, Nat. Hist. 39: 86 (1870).
68. Zeuxine sakagutii Tuyama, Bot. Mag. (Tokyo) 50: 26 (1936).
69. Zeuxine samoensis Schltr., Bull. Herb. Boissier, II, 6: 297 (1906).
70. Zeuxine seidenfadenii Deva & H.B.Naithani, Orchid Fl. N.W. Himalaya: 95 (1986).
71. Zeuxine stammleri Schltr., Bot. Jahrb. Syst. 38: 151 (1906).
72. Zeuxine stenophylla (Rchb.f.) Benth. & Hook.f. ex Drake, Ill. Fl. Ins. Pacif.: 312 (1892).
73. Zeuxine strateumatica (L.) Schltr., Bot. Jahrb. Syst. 45: 394 (1911).
74. Zeuxine tenuifolia Tuyama, Bot. Mag. (Tokyo) 50: 427 (1936).
75. Zeuxine tjiampeana J.J.Sm., Bull. Dép. Agric. Indes Néerl. 43: 6 (1910).
76. Zeuxine triangula J.J.Sm., Bull. Jard. Bot. Buitenzorg, III, 9: 444 (1928).
77. Zeuxine violascens Ridl., Mat. Fl. Malay. Penins. 1: 218 (1907).
78. Zeuxine viridiflora (J.J.Sm.) Schltr., Bull. Herb. Boissier, II, 6: 298 (1906).
79. Zeuxine weberi (Ames) Ames, Bot. Mus. Leafl. 5: 101 (1938).
80. Zeuxine wenzelii (Ames) Ormerod, Taiwania 49: 180 (2004).